# Felicia Pratto
Felicia Pratto (29 de abril de 1961) es una psicóloga social estadounidense conocida por su trabajo en relaciones intergrupales, dinámicas de poder y cognición social.  Es profesora de Ciencias Psicológicas en la Universidad de Connecticut, y miembro de la Asociación para la Ciencia Psicológica. 
Es coautora, junto con Jim Sidanius, de Dominancia social: una teoría intergrupal de jerarquía social y opresión.  Este libro describe cómo se estructuran las sociedades a través de jerarquías sociales basadas en grupos y cómo las estructuras sociales conducen a conflictos intergrupales, racismo, clasismo y patriarcado.

## Biografía
Pratto creció en Boulder, Colorado. Recibió su licenciatura en la Universidad Carnegie Mellon en 1983, donde realizó una investigación con Susan Fiske sobre las concepciones de la gente sobre la guerra nuclear Continuó su educación en la Universidad de Nueva York, donde recibió su Maestría en Artes en 1987 y su Doctorado en Psicología en 1988. Fue profesora asociada de psicología en la Universidad de Stanford entre 1990 y 1997, antes de ingresar en la Facultad de Psicología de la Universidad de Connecticut. 

## Investigación
Ha estudiado los procesos y consecuencias de la desigualdad, que abarca la discriminación por motivos de raza y sexo en los entornos laborales, los prejuicios contra la comunidad LGBTQ y los inmigrantes, las violaciones del Derecho Internacional Humanitario en tiempos de guerra, el terrorismo y la lucha en su contra, y los levantamientos árabes. 
Junto a sus colegas, recibió el Premio a la Resolución de Conflictos de Morton Deutsch en 2008 por su artículo "Power Dynamics in a Experimental Game" publicado en Social Justice Research. Su estudio examinó los aspectos relacionales y estructurales de la dinámica del poder y la aparición de desigualdades cuando los pares de estudiantes participaban de un juego interactivo. 
Formó parte del equipo de investigación que recibió el premio Gordon Allport en 2011 por el artículo de su coautoría "Política de diversidad, dominio social y relaciones intergrupales: predicción de prejuicios en contextos sociales y políticos cambiantes", publicado en Social Justice Research. Este estudio multinacional examinó los prejuicios antimusulmanes en diferentes países en cuanto a las normas sociales relacionadas con el multiculturalismo y asimilación. 
En otro estudio multinacional, Pratto y sus colegas recibieron el Premio de Relaciones Interculturales e Intergrupales Otto Klineberg en 2015 por su trabajo como coautora de "Apoyo internacional para los levantamientos árabes: comprender la acción colectiva simpática utilizando teorías del dominio social y la identidad social". Este estudio utilizó la teoría de la identidad social y la teoría de la dominancia social para explicar las acciones colectivas simpáticas observadas en todo el mundo en respuesta a la Primavera Árabe. 
Utiliza una variedad de métodos de investigación, desde encuestas internacionales y estudios comparativos hasta juegos interactivos en el laboratorio y experimentos de campo. En colaboración con Oliver John, examinó los procesos cognitivos que dirigen la atención hacia estímulos negativos que tienen el potencial de impactar adversamente el bienestar de uno.  Su investigación con Peter Hegarty se centró en el construccionismo social y las diferencias de grupo, con relevancia para la psicología feminista y la psicología lesbiana y gay.

## Publicaciones
- Pratto, F., y Bargh, JA (1991).  Estereotipos basados en información aparentemente individualizada: rasgos y componentes globales de los estereotipos sexuales bajo sobrecarga de atención.  Revista de psicología social experimental, 27 (1), 26-47.

- Pratto, F., y John, OP (1991).  Vigilancia automática: el poder de atención de la información social negativa.  Revista de Personalidad y Psicología Social , 61 (3), 380-391.
- Pratto, F., Sidanius, J., y Levin, S. (2006).  La teoría de la dominación social y la dinámica de las relaciones intergrupales: hacer balance y mirar hacia adelante.  Revista Europea de Psicología Social , 17 (1), 271-320.
- Pratto, F., Sidanius, J., Stallworth, LM, y Malle, BF (1994).  Orientación al dominio social: una variable de personalidad que predice actitudes sociales y políticas.  Diario de la personalidad y la psicología social , 67 (4), 741-763.
- Sidanius, J., Pratto, F., y Bobo, L. (1996).  Racismo, conservadurismo, acción afirmativa y sofisticación intelectual: ¿una cuestión de conservadurismo de principios o dominación de grupo?  Revista de Personalidad y Psicología Social , 70 (3), 476-490.
- Sidanius, J., Pratto, F., Van Laar, C., y Levin, S. (2004).  Teoría del dominio social: su agenda y método.  Psicología política , 25 (6), 845-880.